# 三芳元定
三芳 元定（みよし もとさだ、天保2年（1831年） - 明治7年（1874年）以降）は、幕末から明治時代の農民、浪士、官僚。通称は良三。変名に横見良三、早田良助。入間県平民。

## 経歴
横見郡古名村の出生。慶応3年（1867年）末、相楽総三を中心として三田薩摩藩邸に集った浪士として姿を現す。
明治元年（1868年）9月29日、商法司筆生を申し付けられ、明治2年（1869）3月18日商法司廃止により免じられる。同4月14日に刑法官御内用掛。同8月摂津・播磨出張中に罷免されたが、同19日に弾正台巡察属となる。
明治3年6月18日、巡察属免官。同10月25日京都府に出仕する。同12月24日、権少属。同日、少監察助となるが明治4年5月22日、免ぜられて徒刑囚係となる。
廃藩置県後の明治5年2月、権少属に再任、同日鞠獄課徒刑囚掛となった。同10月2日上等月給下賜。
明治7年3月、免本官。